# Lophiodes insidiator
Lophiodes insidiator är en fiskart som först beskrevs av Regan 1921.  Lophiodes insidiator ingår i släktet Lophiodes och familjen marulksfiskar. Inga underarter finns listade i Catalogue of Life.